# 砂川闘争

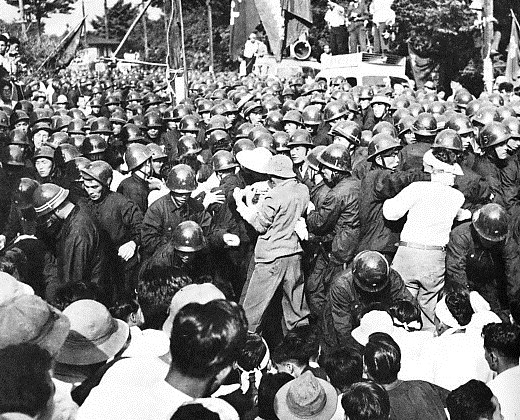
砂川闘争、1955年頃(1)

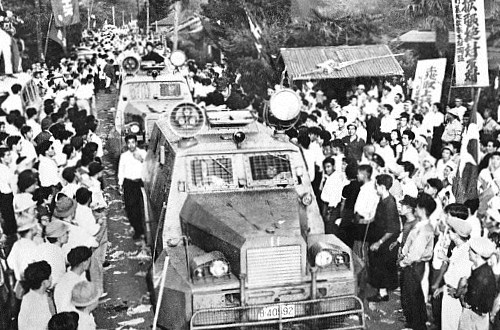
砂川闘争、1955年頃(2)

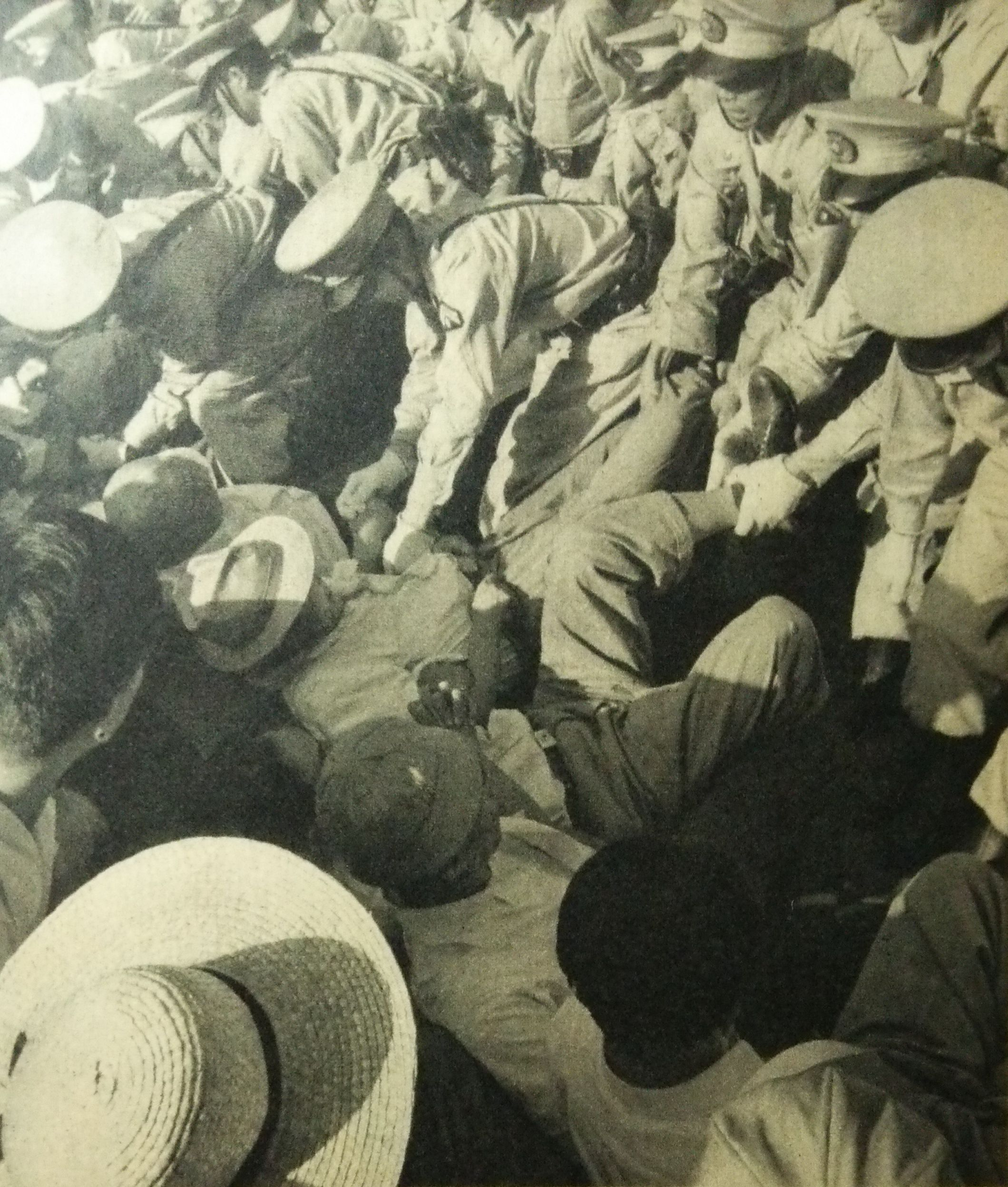
座り込みを行う反対派と警官隊、1955年8月(3)

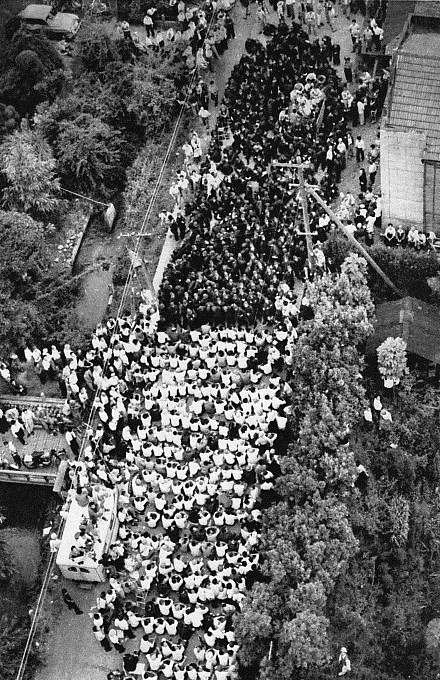
反対派に阻まれる警官隊、1955年9月(4)

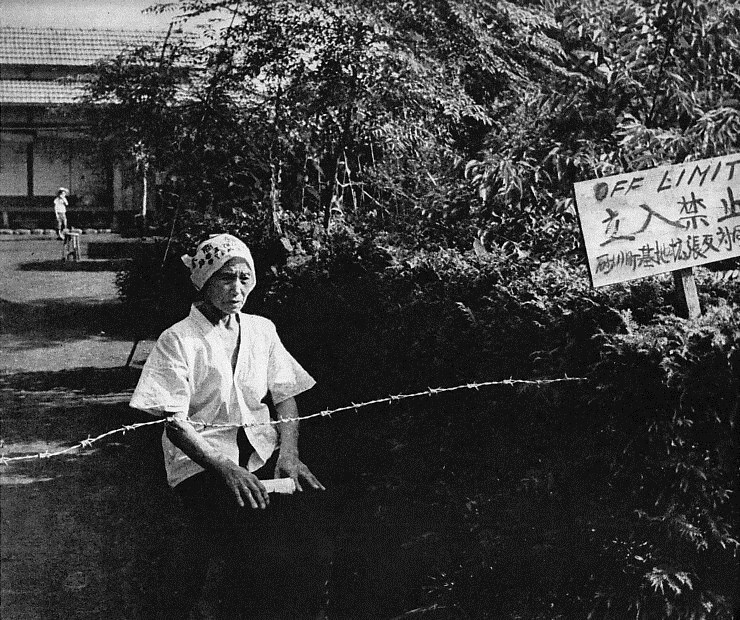
自宅に有刺鉄線を張る反対派、1955年9月(5)

砂川闘争（すながわとうそう）は、在日米軍立川飛行場（立川基地）の拡張に反対して、東京都北多摩郡砂川町（現・立川市）において1955年から1960年代まで続いた住民運動である。

## 概説

### 砂川基地拡張反対同盟と支援協議会の発足
1955年3月、在日米軍は日本政府に対し、ジェット爆撃機の発着のためとして小牧・横田・立川・木更津・新潟の5飛行場の拡張を要求した。同年5月4日、調達庁東京調達局立川事務所長は砂川町長・「宮伝」こと宮崎傳左衛門に対し立川基地拡張を通告した。この話はたちまち町中に広まり、拡張予定地内関係者は6日に集まり協議して絶対反対を決定、砂川基地拡張反対同盟の結成を申し合わせ、8日に基地拡張反対総決起大会を開いた。これが町ぐるみの砂川闘争の始まりである。砂川町議会も5月12日に基地拡張反対を決議し、全議員が闘争委員になった。
8月2日に砂川町基地拡張反対共闘会議が発足し、9月5日には砂川町基地拡張反対労働組合支援協議会（砂川支援協）に改組、砂川勤労者組合・東京地評・三多摩労協など51の労働組合と社会党左派・社会党右派・労働者農民党が闘争を支援するまでになった。
しかしながら、9月には町議会内に条件闘争派が現れ滑走路部分の地下化や補償金支払いを要求、戦いは亀裂を見せ始めた。
1955年9月13日、基地拡張のために強制測量が実施され、警官隊と地元反対派・支援労組・学生が衝突し、14日、ふたたび衝突し、11月5日、精密測量を強行し、重軽傷20人余がでた。

### 流血の砂川
土地収用のための測量実施と測量阻止闘争とのせめぎあいが続く中、1956年10月13日には砂川町の芋畑で地元農民らと武装警官隊が衝突、1195人が負傷し13人が検挙される「流血の砂川」と呼ばれる事態に至った。10月14日夜、日本政府は測量中止を決定した。

### 砂川事件
1957年6月27日に強制測量が行われ、7月8日、測量阻止のデモ隊の一部が立ち入り禁止の境界柵を壊し基地内に数メートル立ち入ったとして、9月22日に学生や労働組合員23人が検挙され、うち7人が日米安全保障条約に基づく刑事特別法違反の罪に問われ起訴された（砂川事件）。一審では、1959年3月30日に米軍駐留は憲法違反であり被告全員無罪との判断が示されたが（伊達判決）、同年12月16日、上告審で最高裁判所が統治行為論によって原判決を破棄したことから、逆転して1963年12月25日に7人の有罪が確定した。
2008年以降の研究により、伊達判決を早期に破棄させるため日米両国政府間で秘密協議がされていたことが明らかになっている。

### 基地拡張中止から跡地返還へ
予定地の地権者のうち23人が最後まで土地収用を拒否していたが、米軍は1968年12月に滑走路延長を取りやめ、翌1969年10月には横田飛行場（横田基地、東京都福生市）への移転を発表した。日本政府も1969年4月に閣議で計画中止を決めた。
そして、1973年1月の第14回日米安全保障協議委員会（SCC）は3年後の立川基地全面返還を決定し、1977年11月30日、跡地は日本側に返還された。

### その他
砂川闘争には、佐々木守、森田実、吉川勇一、唐牛健太郎、中本たか子、高田宏治、藤田湘子など、多くの社会運動家や作家が参加し、支援や指導をしている。
周辺の商店街などでは、反対運動のデモによって営業ができなくなったうえに、窓ガラスを割られたり投石の為に敷石をはがされるなどの被害が出ていたが、賠償請求の相手も定まらず、ほぼ泣き寝入りの状態となった。
砂川闘争を支援していた新左翼党派は基地拡張計画中止を勝ち取ると、同時期に千葉県で勃発した三里塚闘争へと転戦した。反対同盟副行動隊長の宮岡政雄が三里塚芝山連合空港反対同盟の戸村一作代表に全学連委員長の秋山勝行（中核派）を紹介したことによるもので、砂川闘争は三里塚闘争の「父なる闘争」と呼ばれている。

## 書籍、映画
- 中本たか子『滑走路』宝文館 1958
- 宮岡政雄『砂川闘争の記録』三一書房 1970、のち御茶の水書房 2005
- 星紀市 編『砂川闘争の記録 : 写真集』けやき出版 1996
- 星紀市 編『砂川闘争50年それぞれの思い』 けやき出版 2005
- 星紀市 編『米軍基地を返還させた砂川闘争 : 写真集』ヤマス文房 2010
- 武藤軍一郎『砂川闘争の記 : ある農学徒の青春』花伝社 2010

- 『砂川の人々』亀井文夫監督、1955年、16ミリ、日本ドキュメントフィルム社
- 『麦死なず』亀井文夫監督、1955年、16ミリ、日本ドキュメントフィルム社
- 『流血の記録・砂川』亀井文夫監督、1956年、16ミリ、日本ドキュメントフィルム社
- 『爆音と大地』関川秀雄監督、1957年、35ミリ、東映東京
- 『草の根の人々』浜田英夫監督・製作、1982年、16ミリ
- 『砂川の熱い日 砂川闘争47年目の証言』星紀市監督、2002年、ビデオテープ、砂川を記録する会[14]
- 佐々淳行「私はブタペストの警察官にはなりたくない」1957年 「危機の政治学」文春文庫(2005)所収
- 高原太一「「砂川問題」の同時代史―歴史教育家、高橋磌一の経験を中心に―」『Quadrante : クァドランテ : 四分儀 : 地域・文化・位置のための総合雑誌』第21巻、東京外国語大学海外事情研究所、2019年3月、189-209頁、doi:10.15026/93328、hdl:10108/93328、ISSN 2434-9232。